# ワーナーロビンズ (ジョージア州)
ワーナーロビンズ（ウォーナーロビンズ、英: Warner Robins）は、アメリカ合衆国ジョージア州のハウストン郡とピーチ郡に跨る都市である。人口は8万0308人（2020年）。メイコン・ワーナーロビンズ広域都市圏に属している。

## 歴史
ワーナーロビンズは1942年にウェルストンの町から分離して設立された。町名はアメリカ空軍のオーガスティン・ワーナー・ロビンズ将軍にちなんで名付けられた。1943年に町として、1956年には市として法人化された。
1940年の国勢調査では、ウェルストンの町にはほとんど人が住んでおらず、主に農夫とその家族ばかりだった。町でも顕著な目印となったのは鉄道の停車場だった。ウェルストンには小さな製材所と雑貨店があった。桃の果樹園が周辺の土地の一部となっていた。
第二次世界大戦がこの様相を変えた。陸軍省がアメリカ合衆国南東部で空軍の補給基地を建設する計画を立てた。影響力あるアメリカ合衆国下院議員カール・ヴィンソンの援助もあり、ウェルストンの指導者チャールズ・ボスティック・"ボス"・ワトソンがメイコンの役人と共に働き、この空軍基地をハウストン郡に持ってくる法案を作った。1941年6月、アメリカ合衆国政府は3,108エーカー (12.4 km2) の土地を含むこの提案を飲んだ。
この空軍基地は1942年に開設された当初、ウェルストン陸軍航空基地と呼ばれていた。最初の司令官はチャールズ・E・トマス大佐だった。トマスはこの基地の名称をその支援者であるオーガスティン・ワーナー・ロビンズの栄誉を称えて名付けることを望んだ。ロビンズはそのミドルネームである「ワーナー」で呼ばれていた。規則では基地の名称を最寄りの町の名前にするようになっていたので、ロビンズと名付けることができなかった。トマス大佐はこれに挫けず、ボス・ワトソンとその他町の指導者を説得してウェルストンを改名させた。1942年9月1日、町はワーナーロビンズという新しい名前になった。それから間もない1942年10月14日、基地が改名されてワーナーロビンズ陸軍航空基地とされた。ワーナーロビンズという町名はアメリカ合衆国でここが唯一のものとなった。
ロビンス空軍基地は現在の市域内には入っていない。アメリカ国道129号線（ジョージア州道247号線）が基地と市を分ける境になっている。

## 地理
ワーナーロビンズ市は北緯32度36分31秒 西経83度38分17秒 / 北緯32.60861度 西経83.63806度 (32.608720, −83.638027)に位置している。
ワーナーロビンズはアトランタの南約100マイル (160 km) にある。
アメリカ合衆国国勢調査局に拠れば、市域全面積は35.4平方マイル (92 km2)であり、このうち陸地35.1平方マイル (91 km2)、水域は0.3平方マイル (0.78 km2)で水域率は0.82%である。

## 人口動態
以下は2010年国勢調査による人口統計データである。
| 基礎データ - 人口: 66,588 人 - 世帯数: 19,550 世帯 - 家族数: 13,078 家族 - 人口密度: 827.8人/km2（2,143.9人/mi2） - 住居数: 29,084 軒 - 住居密度: 367.8軒/km2（952.7 軒/mi2） 人種別人口構成 - 白人: 50.00% - アフリカン・アメリカン: 36.60% - ネイティブ・アメリカン: 0.30% - アジア人: 2.60% - 太平洋諸島系: 0.07% - その他の人種: 0.10% - 混血: 2.60% - ヒスパニック・ラテン系: 15.60% 年齢別人口構成 - 18歳未満: 28.0% - 18-24歳: 9.6% - 25-44歳: 31.9% - 45-64歳: 20.2% - 65歳以上: 10.8% - 年齢の中央値: 33歳 - 性比（女性100人あたり男性の人口） - 総人口: 94.2 - 18歳以上: 90.1 | 世帯と家族（対世帯数） - 18歳未満の子供がいる: 34.3% - 結婚・同居している夫婦: 46.3% - 未婚・離婚・死別女性が世帯主: 16.6% - 非家族世帯: 33.1% - 単身世帯: 28.1% - 65歳以上の老人1人暮らし: 7.5% - 平均構成人数 - 世帯: 2.48人 - 家族: 3.03人 収入と家計 - 収入の中央値 - 世帯: 38,401米ドル - 家族: 44,217米ドル - 性別 - 男性: 33,030米ドル - 女性: 24,855米ドル - 人口1人あたり収入: 18,121米ドル - 貧困線以下 - 対人口: 13.2% - 対家族数: 11.0% - 18歳未満: 20.5% - 65歳以上: 8.6% |

### 生活の質
2009年の雑誌「ビジネスウィーク」では、ワーナーロビンズを、家族を育てるためにジョージア州で最良の場所に挙げていた。このランキングは2010年にも同じ結果になった。ワーナーロビンズ地域商工会議所は、2009年にアメリカ商工会議所執行協会から、商工会議所のトップ3の1つに挙げられていた。2012年、CNNの雑誌「マネー」は「アメリカの小都市で住みたい場所」リストの第7位にワーナーロビンズを挙げていた。

## 気候
ワーナーロビンズ市は温暖湿潤気候、ケッペンの気候区分ではCfaにあたる。暑く湿気た夏と、概して温暖な冬が特徴であり、平均最高気温は夏の92.0°F (33.3 ℃) から冬の58.0°F (14.4 ℃) まで変化する。降雪は極めて稀である。竜巻はジョージア州の平均よりやや多く発生している。発生率を全国平均と比べれば86％大きい。
1953年4月30日、風速200マイル/時 (320 km/h) 以上の藤田スケールF4の竜巻が、ワーナーロビンズ市とロビンズ空軍基地を襲い、死者18人、負傷者300人以上を出させた。
| ワーナーロビンズの気候                                  | ワーナーロビンズの気候 | ワーナーロビンズの気候 | ワーナーロビンズの気候 | ワーナーロビンズの気候 | ワーナーロビンズの気候 | ワーナーロビンズの気候 | ワーナーロビンズの気候 | ワーナーロビンズの気候 | ワーナーロビンズの気候 | ワーナーロビンズの気候 | ワーナーロビンズの気候 | ワーナーロビンズの気候 | ワーナーロビンズの気候 |
| 月                                                      | 1月                    | 2月                    | 3月                    | 4月                    | 5月                    | 6月                    | 7月                    | 8月                    | 9月                    | 10月                   | 11月                   | 12月                   | 年                     |
| ------------------------------------------------------- | ---------------------- | ---------------------- | ---------------------- | ---------------------- | ---------------------- | ---------------------- | ---------------------- | ---------------------- | ---------------------- | ---------------------- | ---------------------- | ---------------------- | ---------------------- |
| 最高気温記録 °F （°C）                                  | 84 (29)                | 85 (29)                | 90 (32)                | 96 (36)                | 99 (37)                | 106 (41)               | 108 (42)               | 105 (41)               | 102 (39)               | 100 (38)               | 88 (31)                | 82 (28)                | 108 (42)               |
| 平均最高気温 °F （°C）                                  | 58 (14)                | 62 (17)                | 70 (21)                | 77 (25)                | 85 (29)                | 90 (32)                | 92 (33)                | 91 (33)                | 86 (30)                | 77 (25)                | 69 (21)                | 60 (16)                | 76.4 (24.7)            |
| 平均最低気温 °F （°C）                                  | 35 (2)                 | 38 (3)                 | 44 (7)                 | 50 (10)                | 59 (15)                | 68 (20)                | 71 (22)                | 70 (21)                | 64 (18)                | 53 (12)                | 43 (6)                 | 36 (2)                 | 52.6 (11.5)            |
| 最低気温記録 °F （°C）                                  | −6 (−21)               | 9 (−13)                | 14 (−10)               | 28 (−2)                | 40 (4)                 | 46 (8)                 | 54 (12)                | 55 (13)                | 35 (2)                 | 26 (−3)                | 10 (−12)               | 5 (−15)                | −6 (−21)               |
| 降水量 inch （mm）                                      | 4.2 (107)              | 4.5 (114)              | 4.6 (117)              | 3.0 (76)               | 2.7 (69)               | 4.1 (104)              | 5.0 (127)              | 4.1 (104)              | 3.6 (91)               | 2.8 (71)               | 3.3 (84)               | 4.0 (102)              | 45.9 (1,166)           |
| 出典：City-data.com, The Weather Channel (records only) |                        |                        |                        |                        |                        |                        |                        |                        |                        |                        |                        |                        |                        |

## 航空博物館

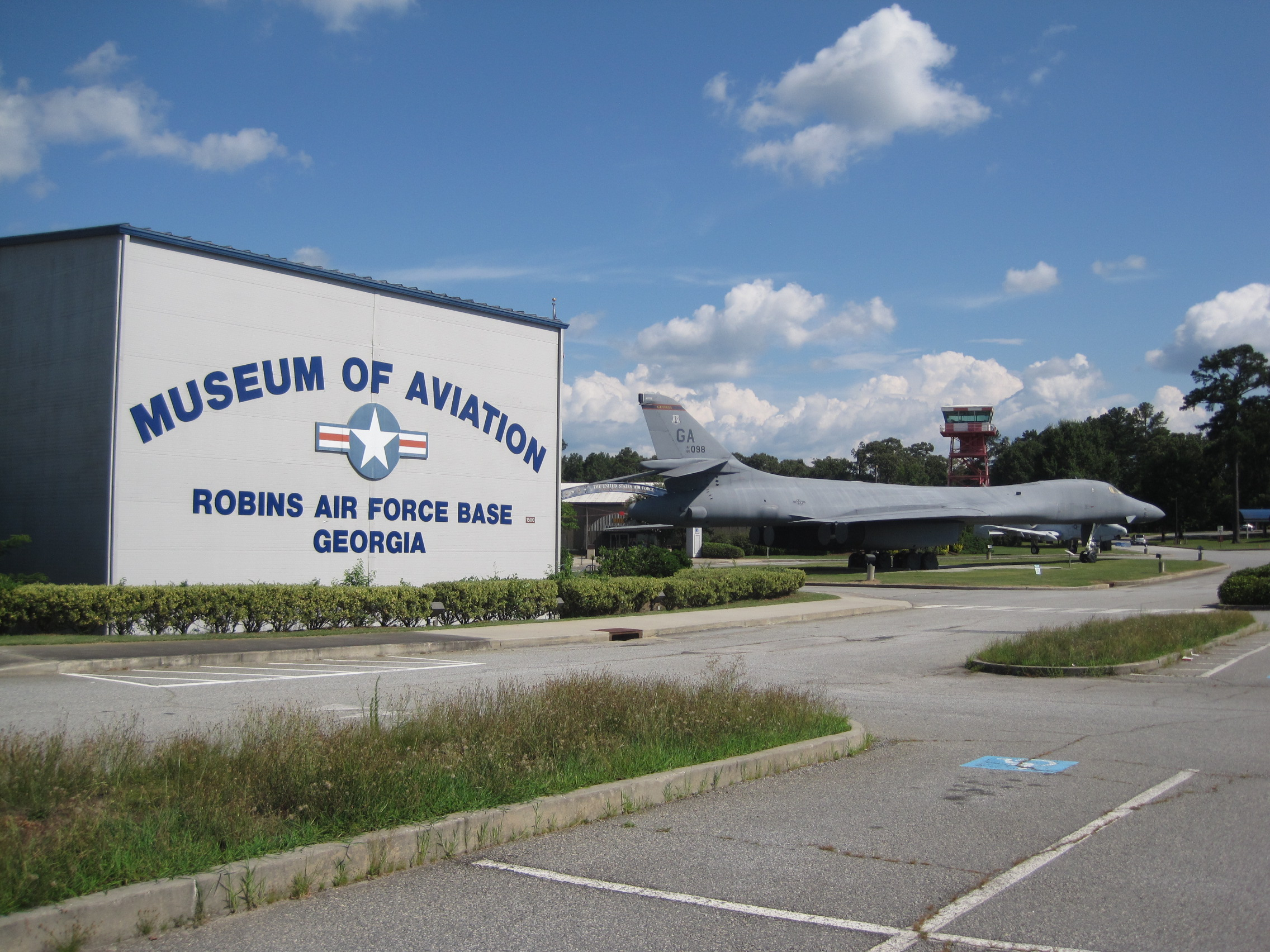
ロビンス空軍基地にある航空博物館

ワーナーロビンズ市には航空博物館がある。これは航空機の軍事利用の歴史を見せるものである。空軍基地の隣にある。軍事的な記念品、航空機と地上車、タスキギー航空隊、湾岸戦争の砂漠の嵐作戦に関する展示が行われている。国内でも2番目に大きな航空博物館である。ジョージア州ではアトランタ市に次いで2番目に大きな観光地でもある。

## スポーツ

### 野球とソフトボール
ワーナーロビンズ市レクリエーション部の支配人クロード・ルイスが1958年にティーボールの競技を発明したということになっている。最初の試合は、同年3月に20人の子供達が参加して行われた。ルイスはこの新しい競技のルールを作り、国内のレクリエーション部に宛ててルールブックを発送した。2006年、ワーナーロビンズ・アメリカン・リトルリーグ複合施設に競技場ができて、ルイスにちなみ「ティーボールの父」と名付けられた。
ワーナーロビンズ・リトルリーグは、2007年リトルリーグ・ベースボール・ワールドシリーズに出場し、東京のチームを3対2で破って優勝した。

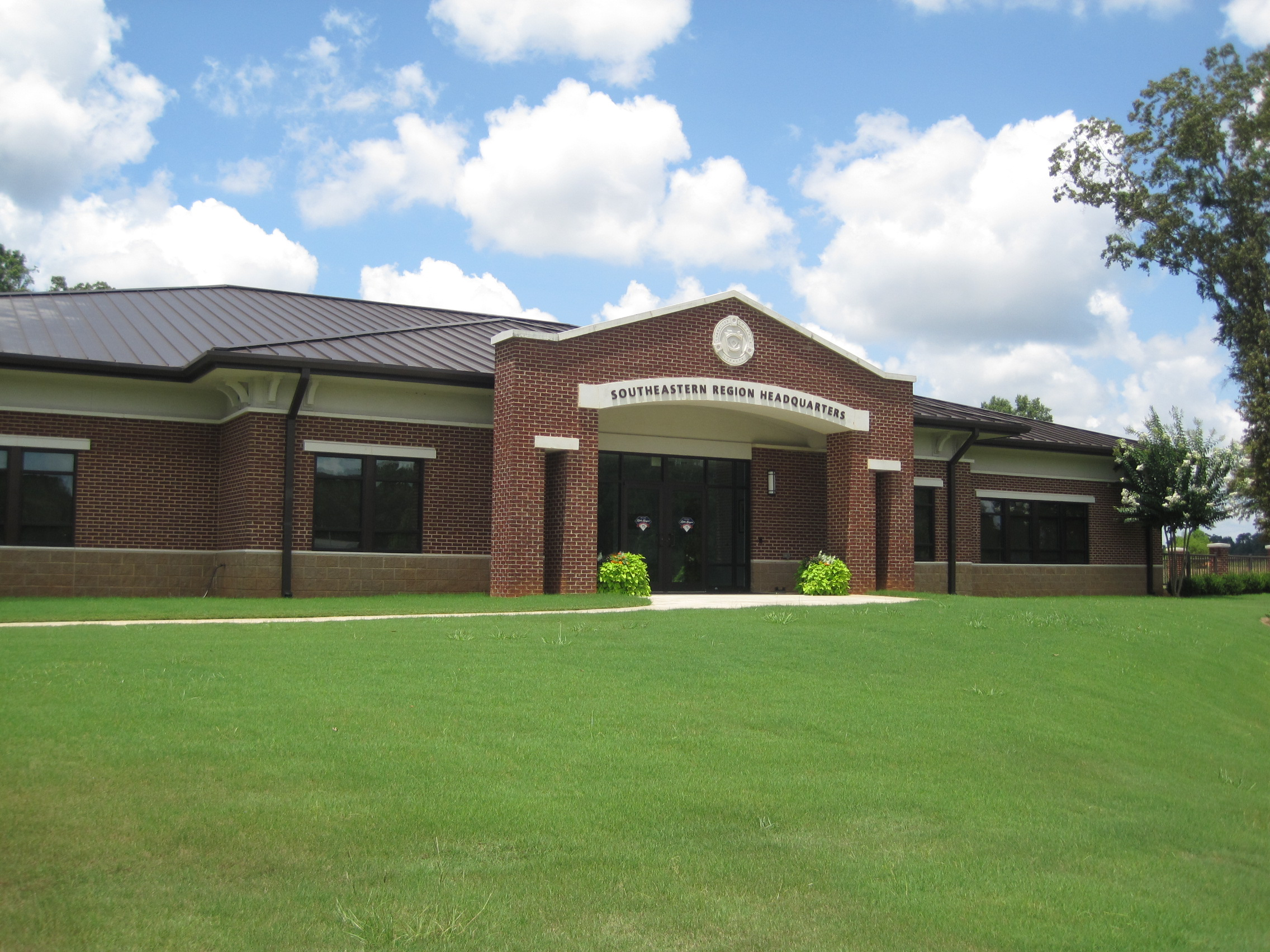
リトルリーグのアメリカ合衆国南東部地域本部

2008年12月9日、リトルリーグ国際支配人会議が全会一致で、ワーナーロビンズに新しいリトルリーグ野球とソフトボールのアメリカ合衆国南東部地域本部を置くことを決定した。2010年にはワーナーロビンズで試合が行われるようになった。
ワーナーロビンズ・アメリカン・リトルリーグの女子ソフトボールチームは2009年リトルリーグ・ソフトボール・ワールドシリーズに出場し、決勝でテキサス州クロウフォードのチームを破って優勝した。このことでワーナーロビンズはリトルリーグの野球とソフトボールの両方でチャンピオンになった初めての町となった。
ワーナーロビンズ・アメリカン・リトルリーグの女子ソフトボールチームは、2010年にもカリフォルニア州バーバンクのチームを破って、チャンピオンを防衛した。このワールドシリーズに連勝したのは4チーム目であり、2003年から2004年のテキサス州ウェーコ以来のことになった。
ワーナーロビンズ・アメリカン・リトルリーグの男子野球チームは2011年にも優勝した。

### フットボール
ワーナーロビンズの高校フットボールには長い歴史があり、州や全国のチャンピオンになり、カレッジやNFLのスター選手を送り出してきた。毎年行われるノースサイド高校とワーナーロビンズ高校の対校戦には、推計で21,000人の観衆が集まる。USAトゥディから2006年に第3位の対校戦に指名された。
ワーナーロビンズ高校は1976年と1981年の2度全国優勝した。州の選手権ではこれまで4度優勝している。ノースサイド高校も3度州のチャンピオンになってきた。

## EDIMGIAFAD

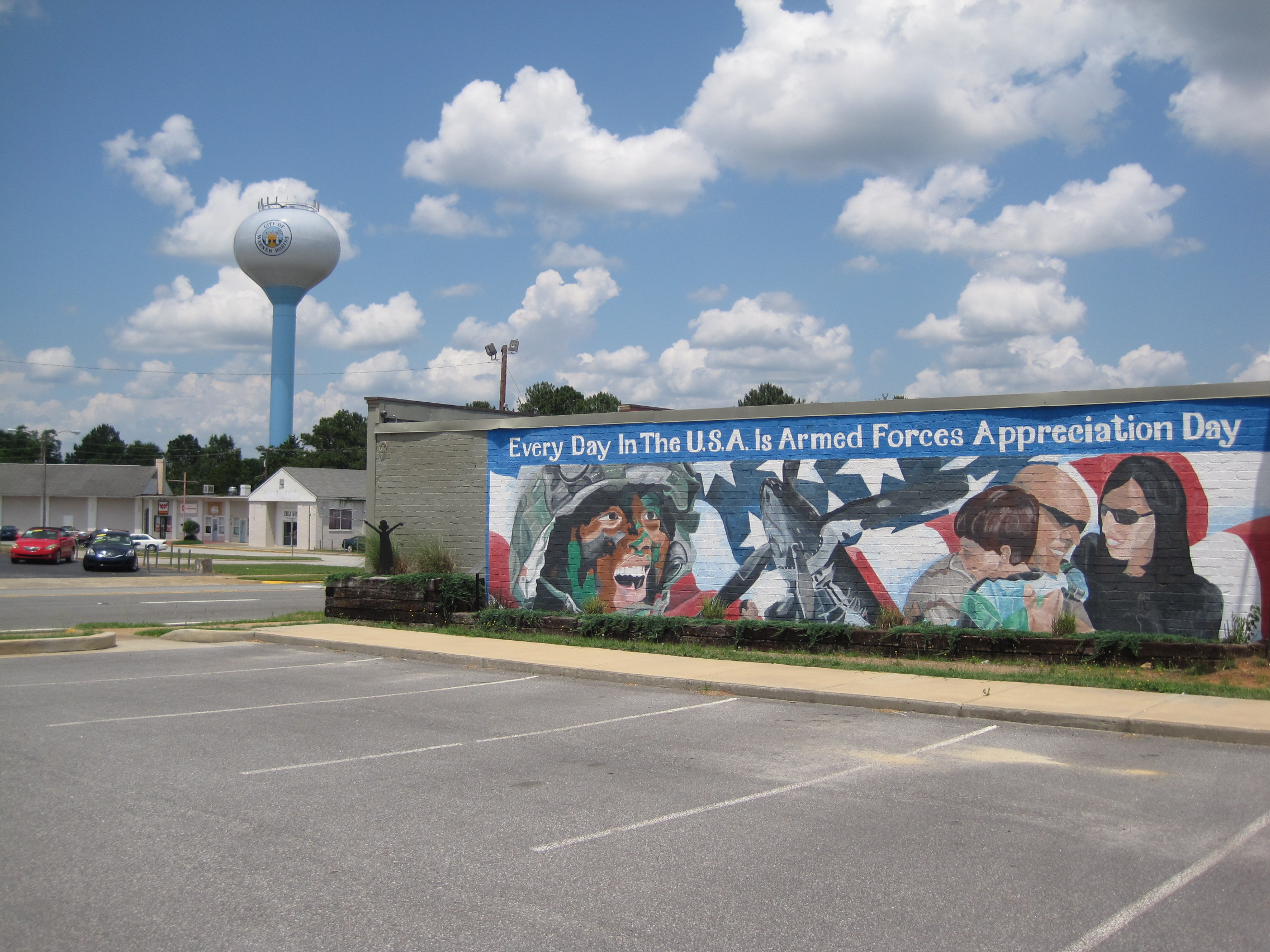
コマーシャル・サークルの建物にある愛国的壁画

ワーナーロビンズの公式モットーは「EDIMGIAFAD」である。これは、「中部ジョージア州では毎日が軍隊を褒める日である」という文の頭文字を並べたものである。この文を作ったのは地元の市民指導者だったダン・キャラハン博士だとされている。2010年、キャラハン博士と地元指導者達がこのモットーを「EDIUSAIAFAD」に代える運動を始めた。これは「アメリカ合衆国では毎日が軍隊を褒める日である」の頭文字である。

## 経済

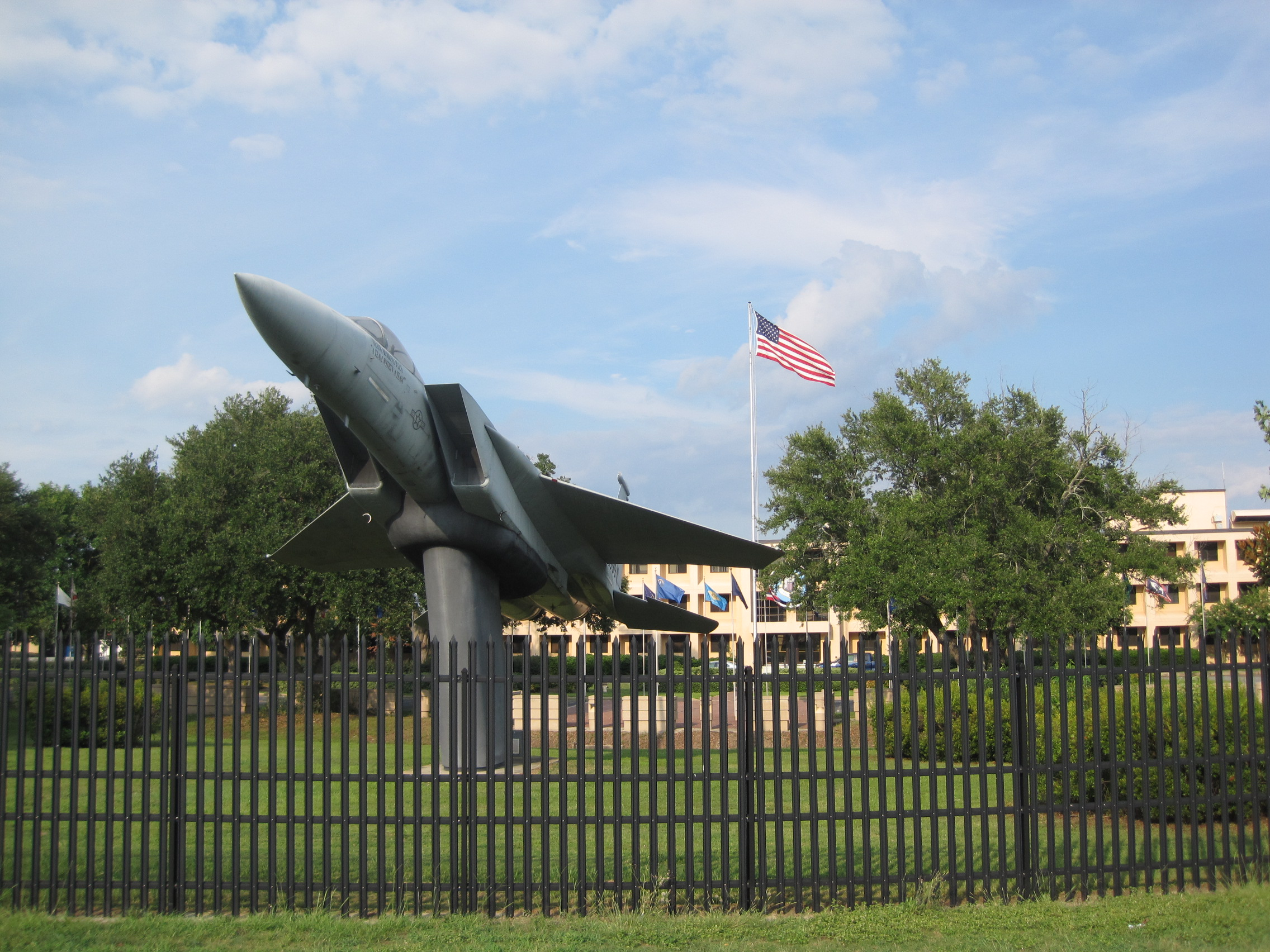
ロビンス空軍基地

ロビンス空軍基地はジョージア州でも大手雇用主であり、軍属、文民さらに契約者を合わせて25,000人以上の職を地元経済に提供している。ワーナーロビンズばかりでなく、ジョージア州中部全体の経済的安定性に貢献している。
ワーナーロビンズ市は、都心の荒廃や放棄を味わってきた地域を再開発、再生し、市を成長させるために動いている。市の計画には中心街を開発して、ショッピング、娯楽、レストランを集めることが含まれている。アメニティを増やし、商業企業を誘致しようと望んでいる。
2009年5月、ワーナーロビンズ市はアドバーシティ・インデックスから、過去15年間で9か月以下の不況の時期があった、ジョージア州内4都市圏の1つに挙げられた。これらは2008年から2009年の世界的経済危機によって影響されただけだった。
2011年6月、ワーナーロビンズ市はワイアード・マガジンから、「知識経済を推進する12の小都市」の1つに挙げられた。この範疇でジョージア州は南東部で唯一の州であり、ワーナーロビンズ市は州内で挙げられた2都市の1つとなった。このランキングは知識労働者や起業家を惹きつけている小都市を取り上げているものであり、比較的高い家族当たりの収入を得て、経済を推進する比較的高い創造的労働者の比率を考慮したものである。

## ハウストン医療センター

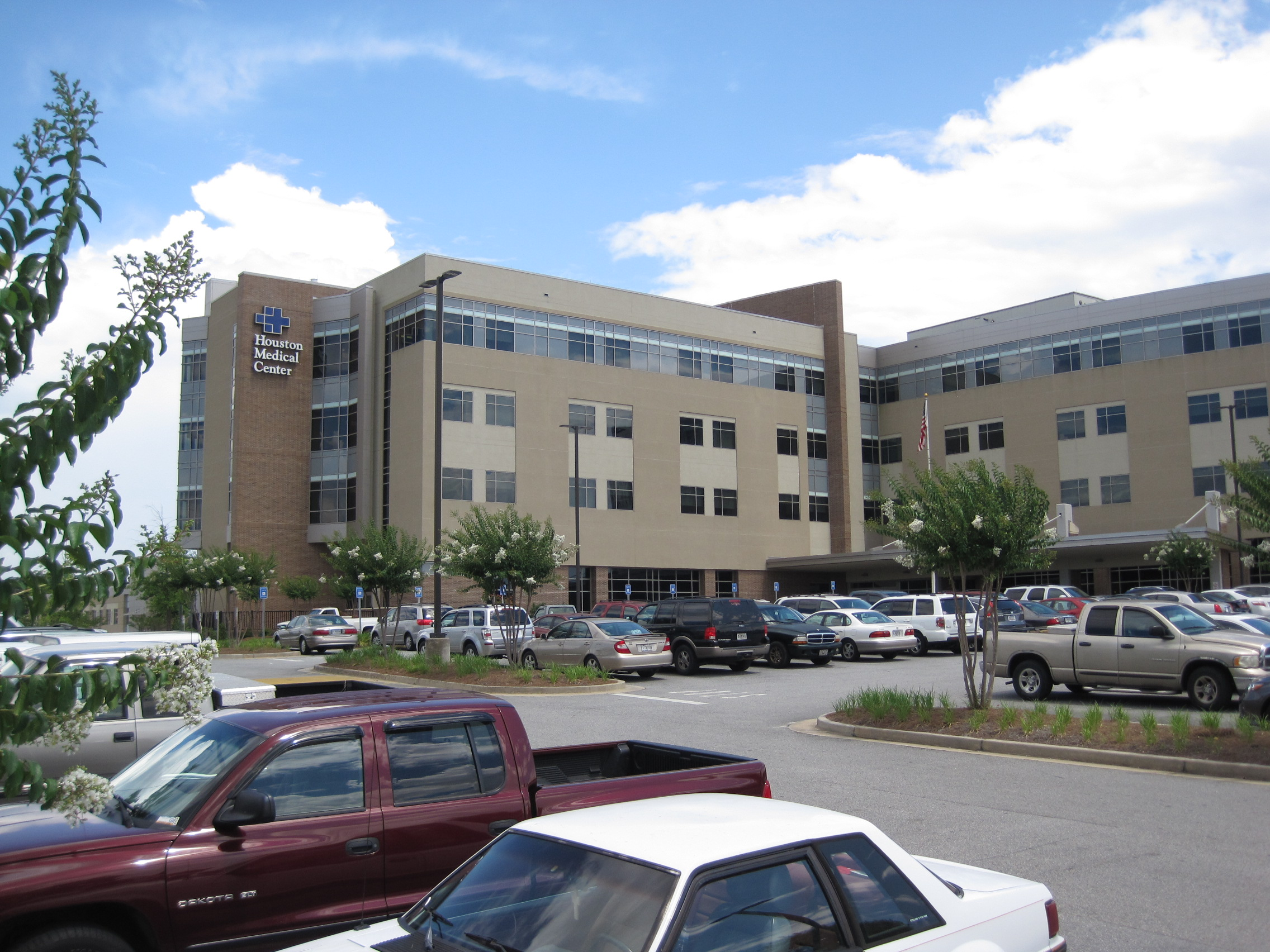
ワトソン大通りにあるハウストン医療センター

ハウストン郡病院は1960年7月2日に50床で開院した。この病院は改修後の1986年にハウストン医療センターと改名された。この時、病室は準個室から個室に改装され、186床を備えた。
北西部に5階建ての増築が2009年に完成し、ベッド数は237床となった。
ハウストン医療センターはハウストン医療システムの一部であり、システム全体では年間30万人以上の患者の治療に当たっている。

## ワーナーロビンズ・リトルシアター

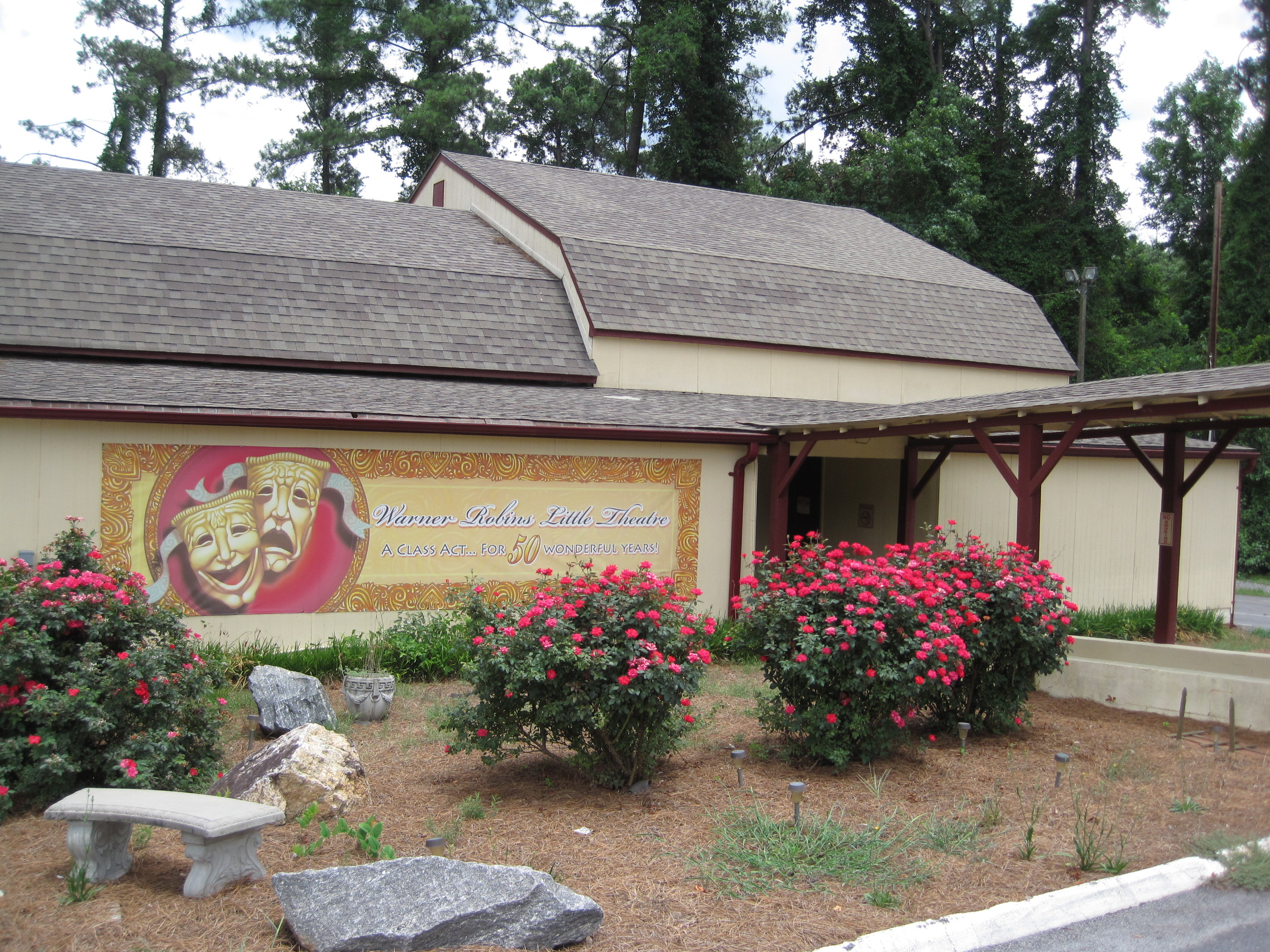
ワーナーロビンズ・リトルシアター

ワーナーロビンズ・リトルシアターは1962年に非営利の地域劇場として設立された。その30年後、その組織は劇場を負債ゼロの状態にした。
劇場は繁盛し続けている。毎年5つの出し物が制作されている。ジョージア州中部地域社会のためにワークショップや特別な行事も開催されている。

## 音楽
バンドのレハブ、スティルウォーター、ドク・ホリディ、シュガー・クリーク、ルークス・キャベジ・ストアは、ワーナーロビンズを本拠に活動している。

## メディア

### 新聞
- 「ザ・テレグラフ」、日刊紙
- 「ザ・サン」テレグラフの1部として週刊発行、ハウストン郡とピーチ郡のニュースを集める
- 「ハウストン・ホーム・ジャーナル」、週2回刊、ハウストン郡のために法的組織

### テレビ局
- WMUB-LD、France 24系列

### ラジオ局
- WBML (1350kHz AM)、ニュース/トーク、高校スポーツ
- WRWR (107.5MHz FM)、ニュース/トーク、高校スポーツ
- WNNG-FM (99.9MHz FM)、ESPN、高校スポーツ

## 教育

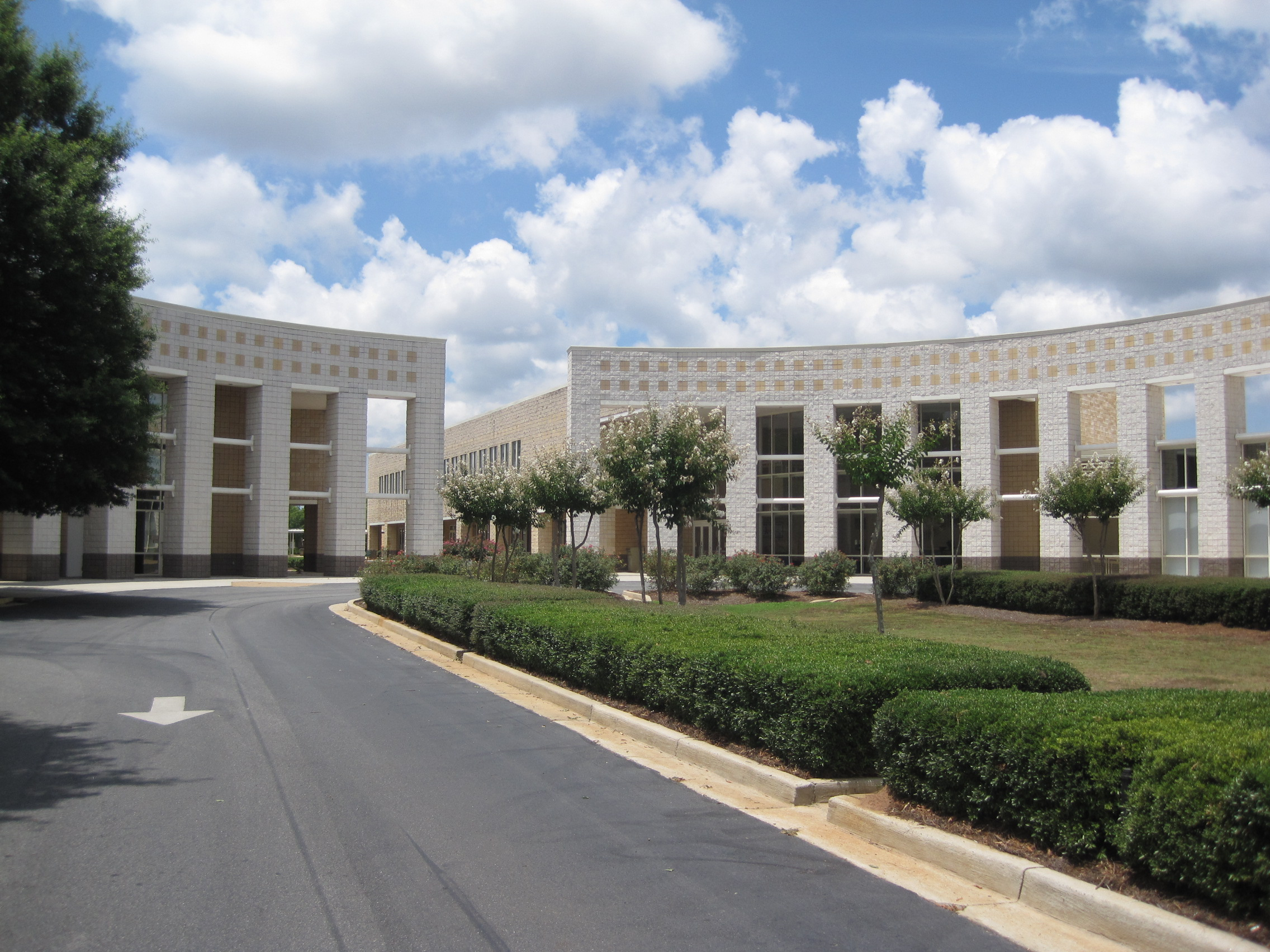
中央ジョージア工科カレッジのワーナーロビンズ・キャンパス

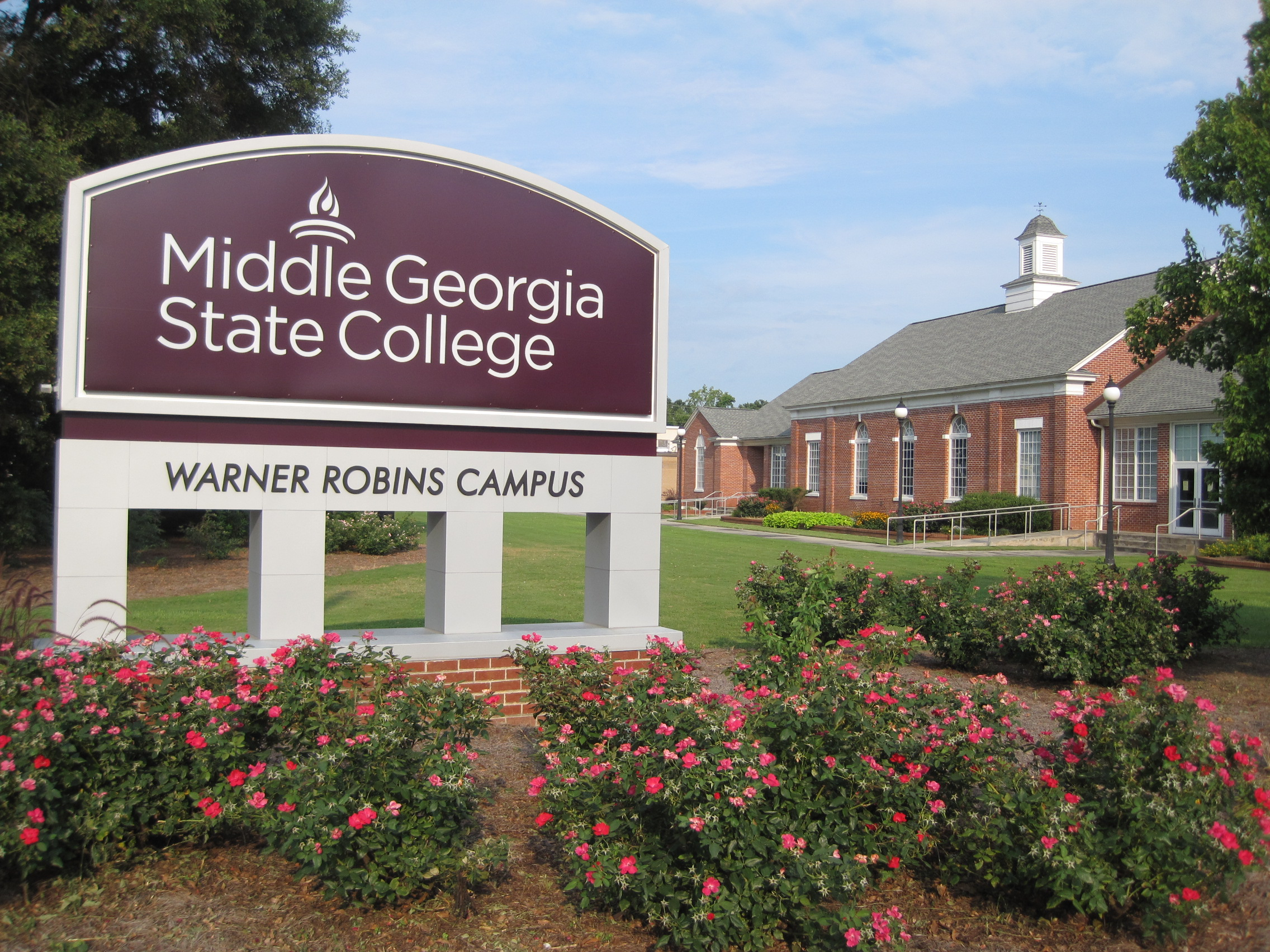
中央ジョージア州立カレッジ

ハウストン郡にあるワーナーロビンズの部分での教育は、ハウストン郡教育学区が管轄している。ピーチ郡に入る部分はピーチ郡教育学区が管轄している。

### カレッジと大学の支部キャンパス
- 中央ジョージア工科カレッジ
- フォートバレー州立大学
- ジョージア・カレッジ & 州立大学
- ジョージア士官学校
- マーサー大学
- 中央ジョージア州立カレッジ

### 高校
- ハウストン郡高校
- ハウストン郡職業訓練センター
- ノースサイド高校
- ワーナーロビンズ高校
- ベテランズ高校（近くの未編入領域であるカスリーンにある）
- エルバータ・センター
- クロスローズ・センター（オルタナティブ学校）

## 著名な出身者
- ラッセル・ブラニアン — メジャーリーグベースボール選手、クリーブランド・インディアンス他[25]
- ロン・シモンズ — フットボール選手、プロレスラー

## ギャラリー

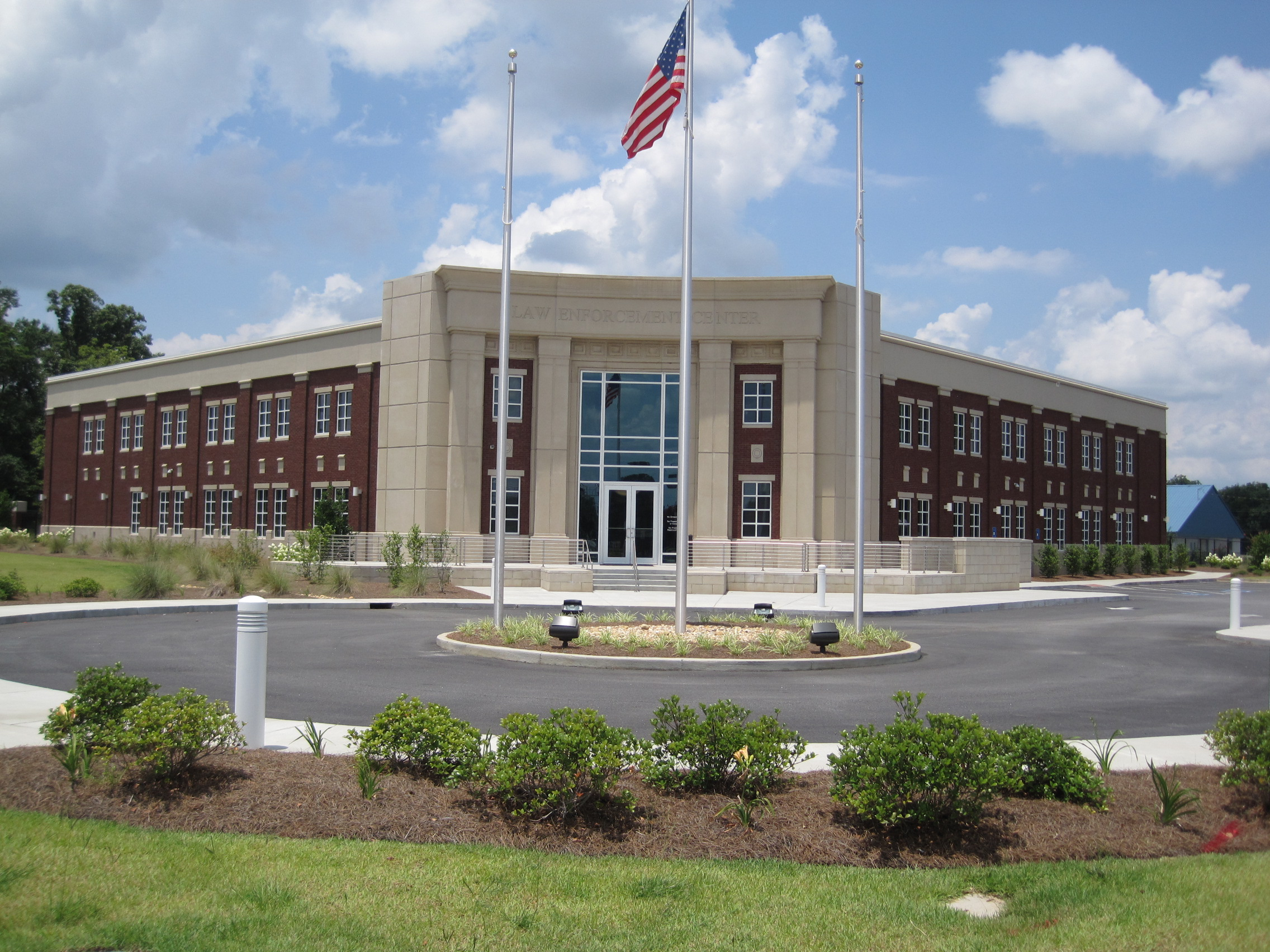
ワーナーロビンズ法執行センター
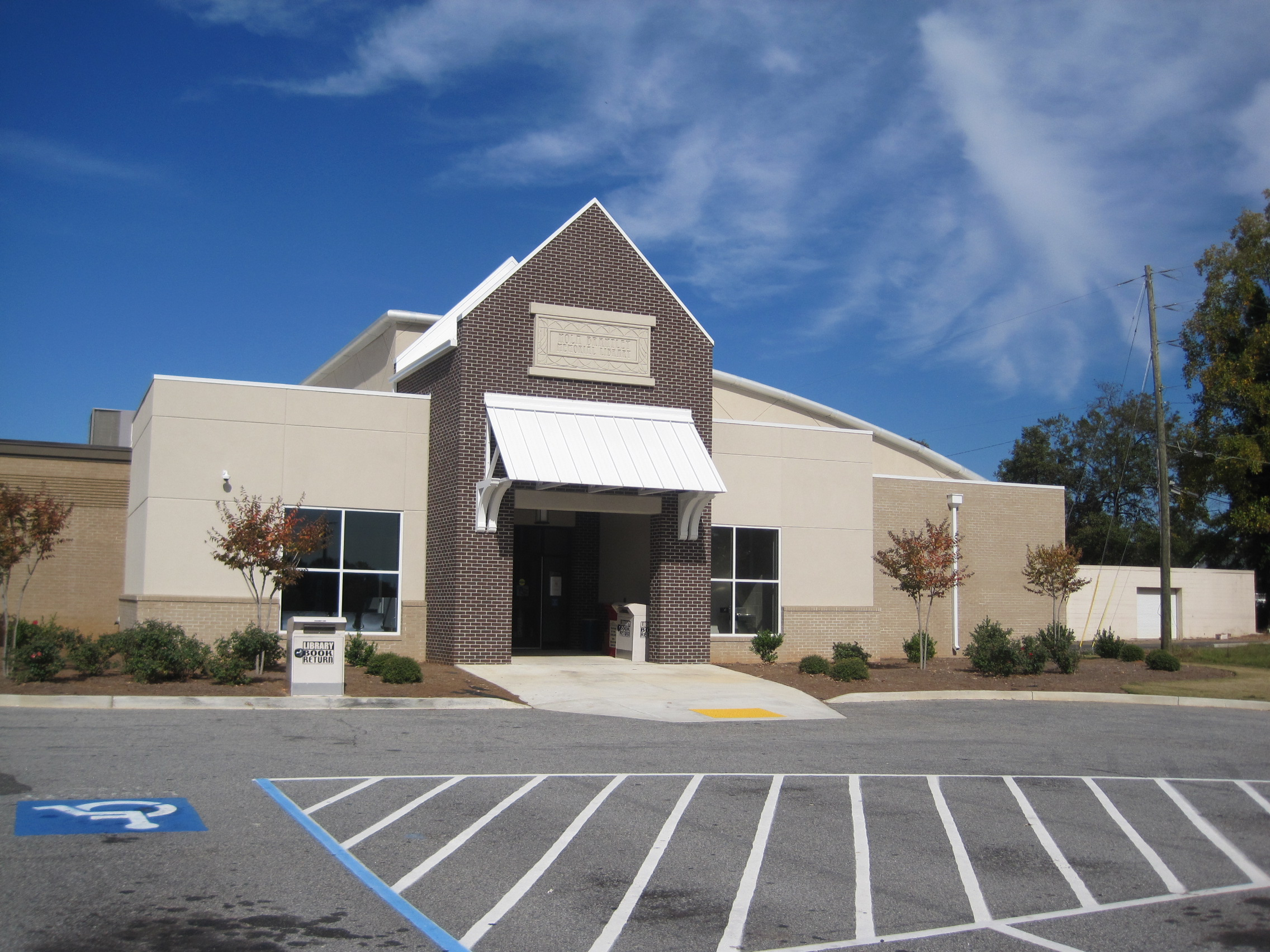
ノラ・ブラントリー記念図書館
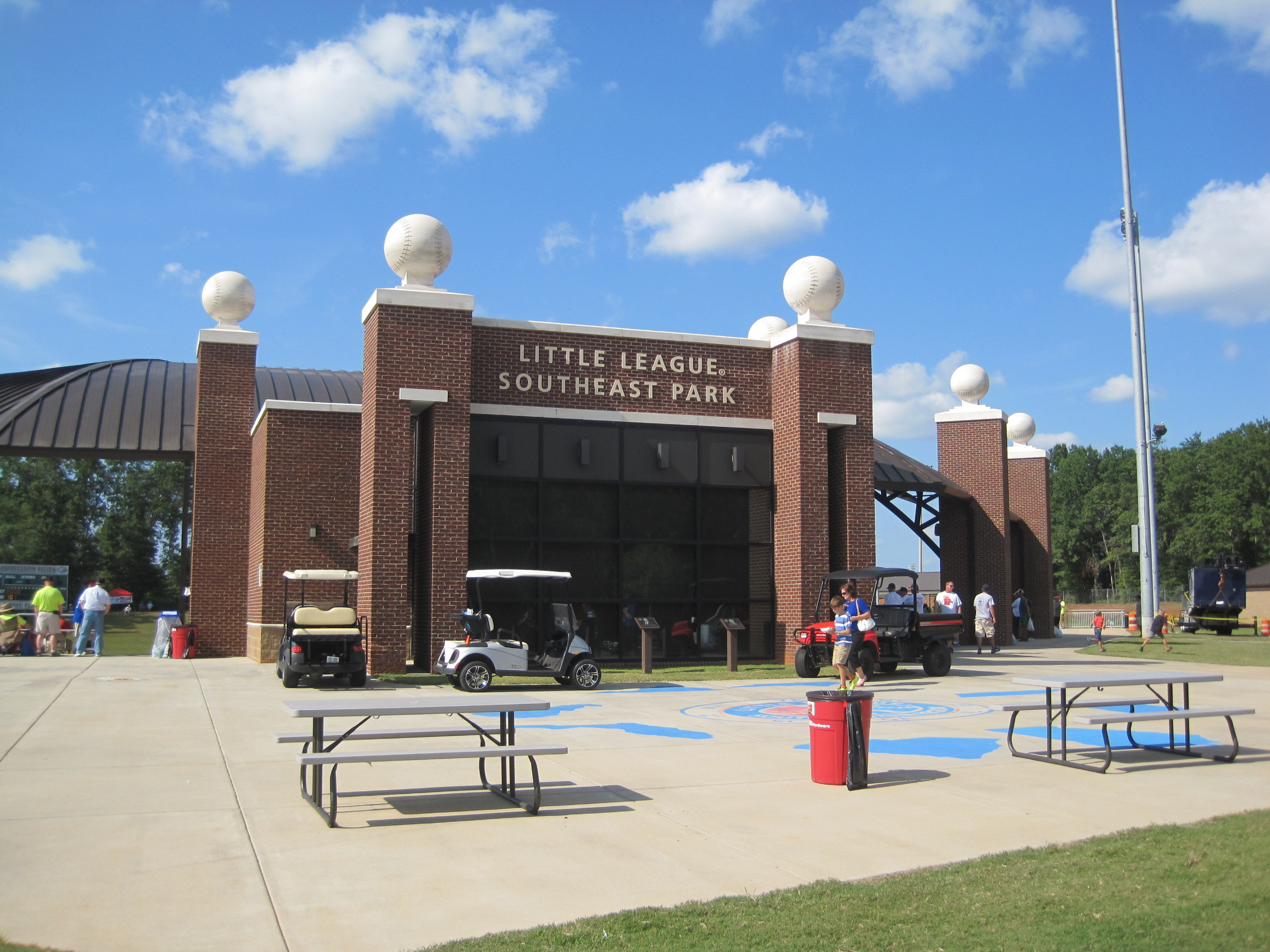
南東部地域リトルリーグ・スタジアム
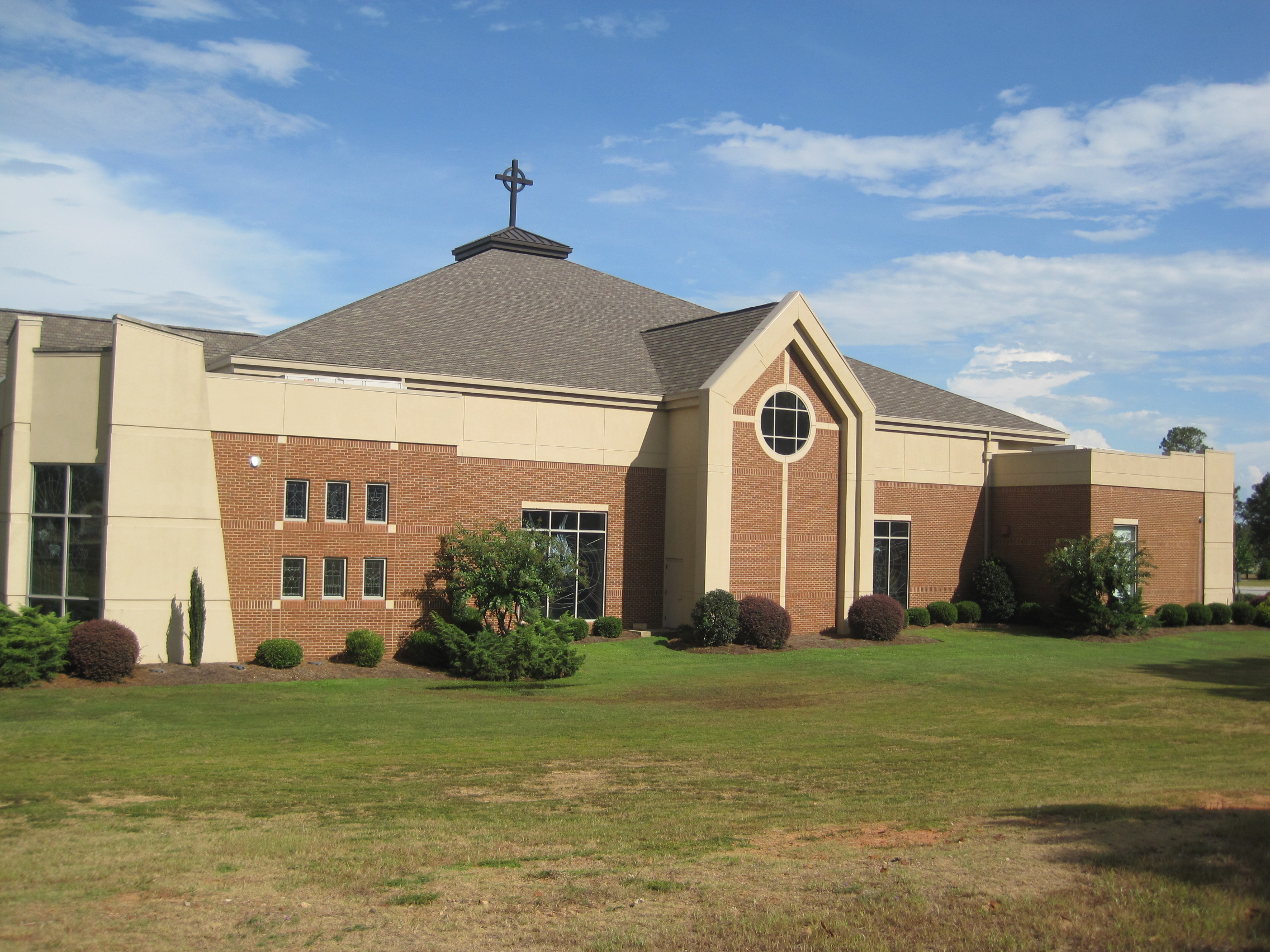
セイクレッドハート・カトリック教会、デイビス・ドライブ
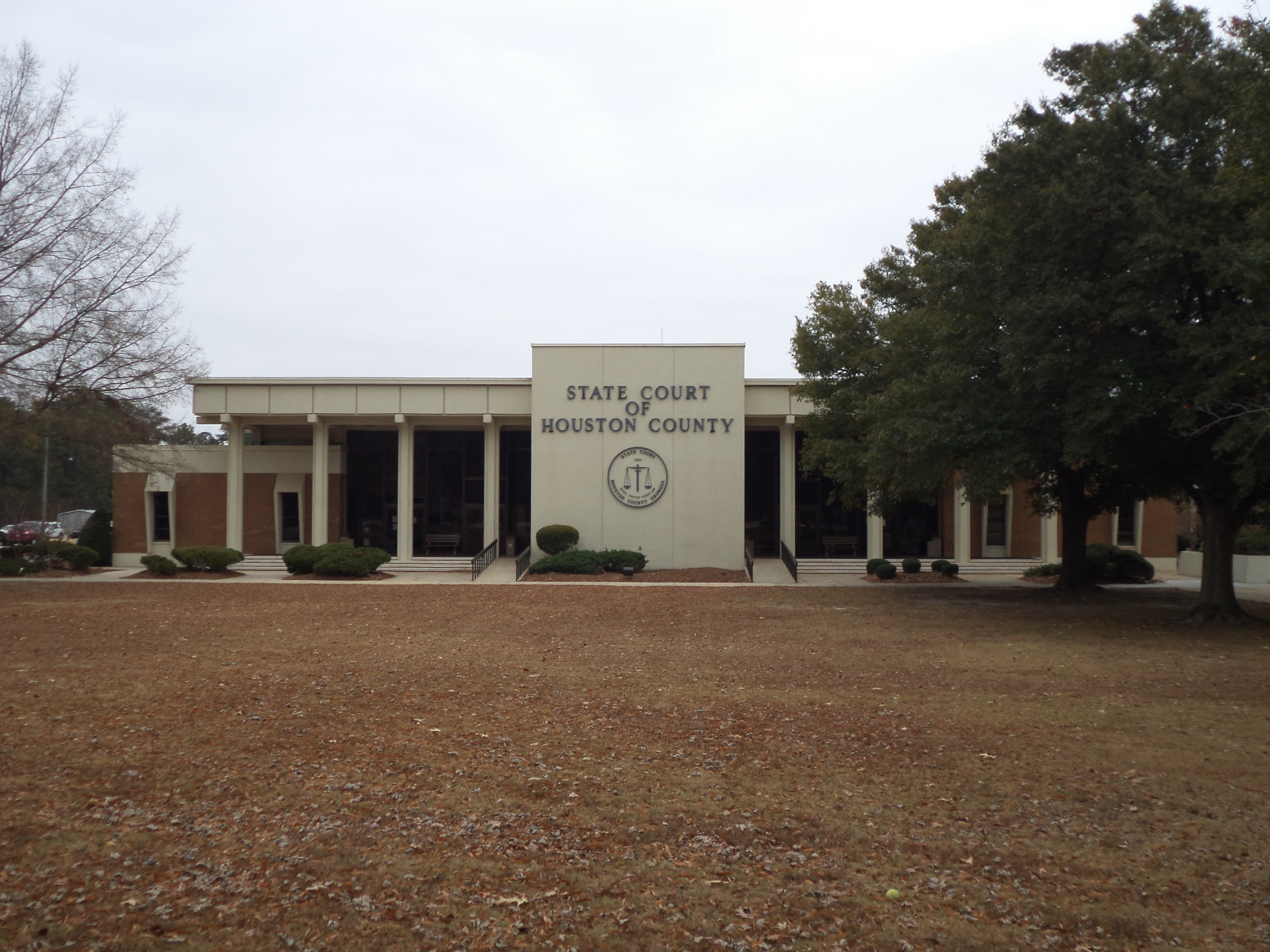
ハウストン郡州裁判所